# Geronimo de San Yuste

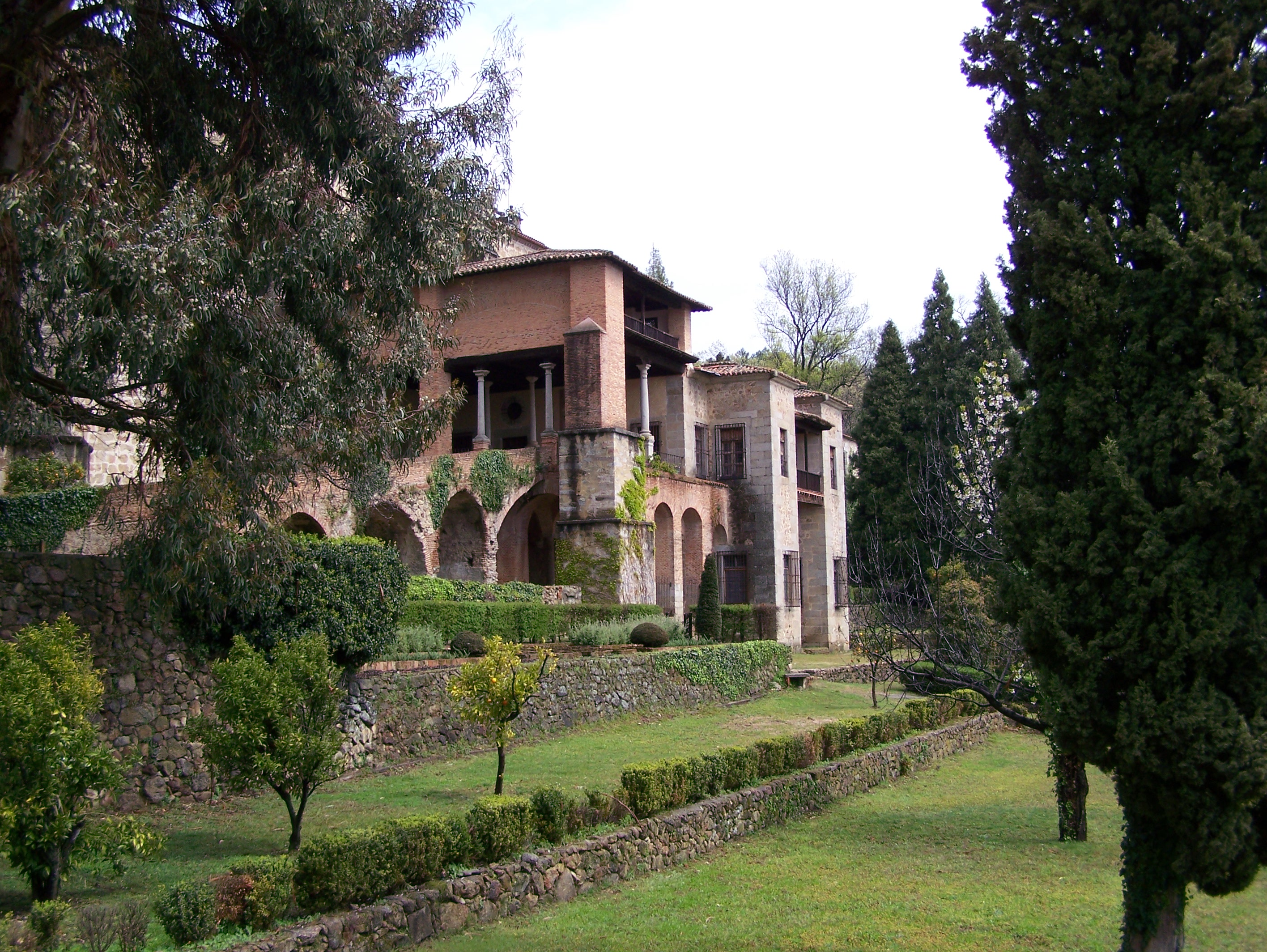
Klostrets exteriör

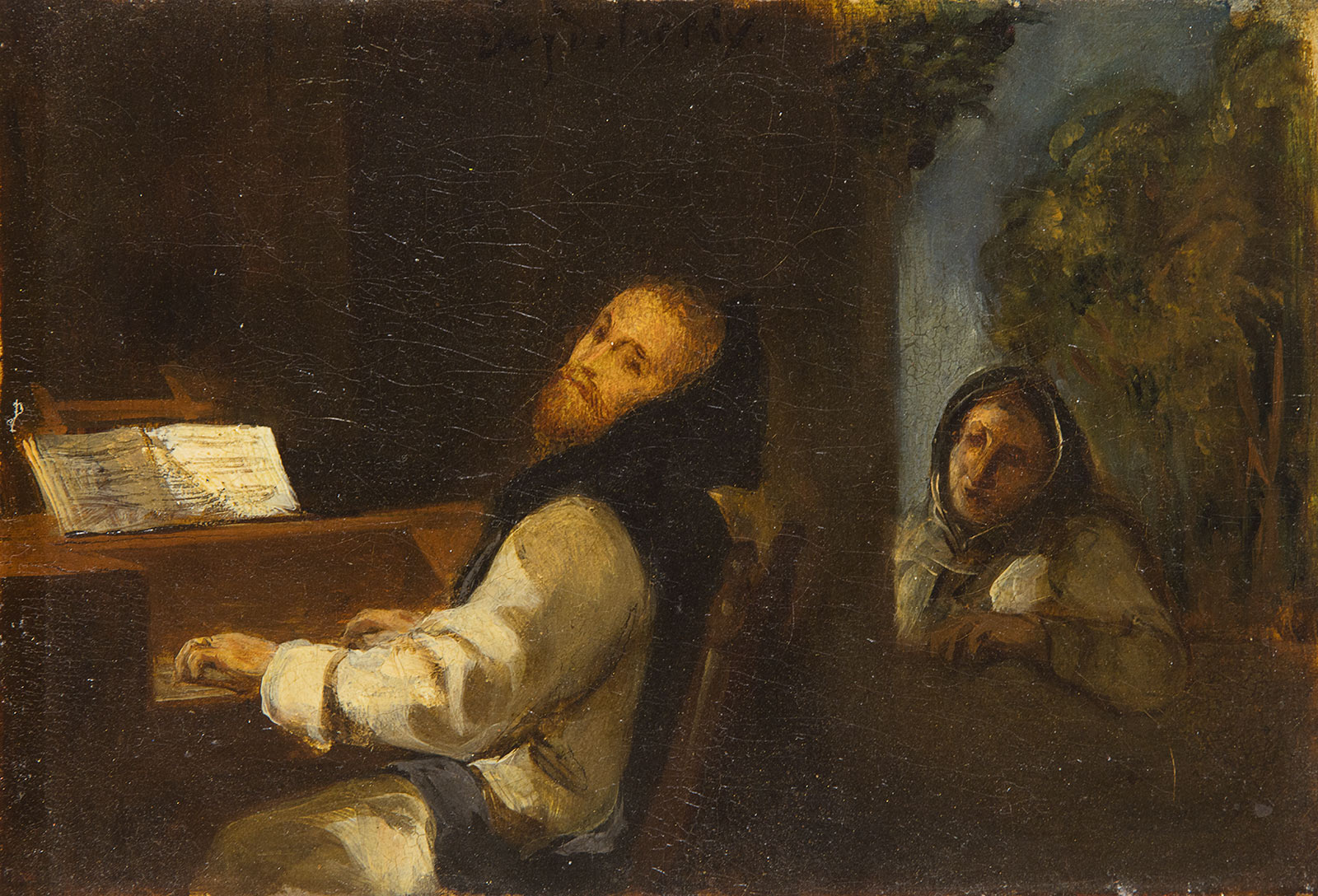
Karl I (V) i Geronimo de San Yuste

Geronimo de San Yuste var ett hieronymitkloster i spanska provinsen Cáceres, vilket förstördes 1809 av Nicolas Jean-de-Dieu Soult. Klostret förblev ruin fram till 1949 då spanska regeringen återuppbyggde det på order av Francisco Franco. Klostret är historiskt märkligt såsom den plats där Karl I (V) efter sin tronavsägelse tillbringade sina återstående år och dog (den 21 september 1558).